# Figure with Meat
Figure with Meat est un tableau de Francis Bacon de 1954.
« Le tableau change au cours de sa réalisation », explique Bacon. Pour cette œuvre, l'artiste n'a fait ni esquisse ni ébauche ; cependant, il suit un modèle puisqu'il reprend le portrait du pape Innocent X de Velasquez.
Bacon réalise entre 1950 et 1965 une série de quarante-cinq tableaux en travaillant à partir de ce portrait.
Le pape semble isolé dans ce tableau accentué par la zone noire et l'étroit coffrage dans lequel il se trouve enclavé.
L'art très expressif de Bacon appelle à une interprétation symbolique : la bouche ouverte évoque une blessure, et la silhouette isolée du pape ramène à un pessimisme de l'homme angoissé, perdu, face aux horreurs de notre époque. 
On peut voir, dominant le pape, deux larges pièces de bœuf.
Ici, ce n'est plus Velasquez qui est mis en valeur mais Rembrandt ou encore Chaïm Soutine.
La scène de l'abattoir et du morbide éveillent en Bacon un sentiment de répulsion et aussi de fascination. Le symbole de la mort est représenté par la combinaison de la viande et du pape qui font ensemble une métaphore de la solitude et du nihilisme en relation avec le représentant du Dieu mort du Zarathoustra de Nietzsche.
Les deux moitiés de bœuf peuvent évoquer des ailes (d'ange ?).